# (235) Каролина
(235) Каролина (англ. Carolina) — типичный астероид главного пояса, который был обнаружен 28 ноября 1883 года австрийским астрономом Иоганном Пализой в обсерватории города Вена и назван в честь атолла Каролайн, в настоящее время принадлежащего республике Кирибати. Иоганн Пализа посетил остров в мае 1883 года, в составе французской экспедиции, наблюдавшей за солнечным затмением.

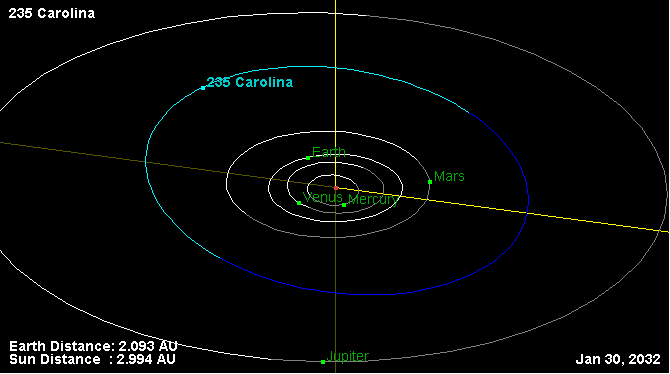
Орбита астероида Каролина и его положение в Солнечной системе